# Anchovia
Anchovia is een geslacht van ansjovissen uit de orde van haringachtigen (Clupeiformes).

## Soorten
- Anchovia clupeoides Swainson, 1839
- Anchovia macrolepidota Kner, 1863
- Anchovia surinamensis (Bleeker, 1865)